# Sigma Canis Majoris
Sigma Canis Majoris (σ CMa / 22 Canis Majoris / HD 52877) es una estrella en la constelación del Can Mayor de magnitud aparente +3,49. Se encuentra a una distancia aproximada de 1120 años luz del sistema solar, siendo el error en la medida superior al 6%. Aunque algunas fuentes la sitúan como probable miembro de la asociación estelar Collinder 121, su movimiento propio y menor distancia parecen indicar que no es así.
Sigma Canis Majoris es una supergigante roja de tipo espectral M1.5Iab —anteriormente considerada K7Ib— similar a Betelgeuse (α Orionis) con una temperatura superficial de 3750 K.
Estrella notable en varios aspectos, su luminosidad es 23.300 veces mayor que la del Sol, y su radio es 360 veces más grande que el radio solar, lo que equivale a 1,7 UA, algo más de la distancia que hay entre Marte y el Sol. Su masa se estima unas 12 veces mayor que la masa solar, justo por encima del límite en el que las estrellas no finalizan su vida como enanas blancas sino que explotan como supernovas. Las estrellas tan masivas tienen vidas cortas; Sigma Canis Majoris tiene una edad aproximada de 17 millones de años y ya se encuentra en una fase muy avanzada de su evolución estelar.
Como muchas estrellas similares, Sigma Canis Majoris es una variable irregular de tipo LC, fluctuando su brillo entre magnitud +3,43 y +3,51.